# Чон-Арык
Чон-Арык (кирг. Чоң-Арык) — пригородный посёлок городского типа, расположенный примерно в 10 км на юго-запад от г. Бишкека. Входит в состав Ленинского района столицы Кыргызстана.
Центр Чон-Арыкского поселкового кенеша.
Население согласно переписи 2009 г. составляет 9717 жителей, в том числе: киргизов — 65,1 %, русских — 31,3 %, других национальностей — 3,6 %. Мужское население — 49,7 %, женщин — 50,3 %.
Рядом с посёлком находится Национальный этнокультурный комплекс «Манас айылы» и бишкекское общегородское Юго-Западное (Чон-Арыкское) кладбище. Неподалёку — государственный ботанический заказник на одноимённой горе Чон-арык. Недалеко Гос. резиденция, национальный парк Ала-Арча.
Здесь проводятся ежегодные соревнования по горному велосипеду «Чон-Арык Апхилл» .

## История
Село Чон-Арык ранее входило в состав Аламединского района (ныне Аламудунский район) Чуйской области Киргизской ССР. На территории находился совхоз им. XXIII партсъезда. Было центром Чонарыкского сельсовета.
В 1984 г. село присоединено к городу Фрунзе (ныне Бишкеку). В 2012 была построена Госрезиденция № 1. 16 сентября 2016 года в госрезиденции Ала-Арча прошёл саммит глав государств СНГ.

## Известные уроженцы
- Кубатбек Байболов (род. 1952), вице-спикер киргизского парламента (2004—2005), автор Уголовного, Уголовно-процессуального и Гражданского кодексов Киргизии.
- Кунакунов, Керимжан Кунакунович (1938—2016) — советский и киргизский государственный деятель, министр финансов Киргизской ССР (1986—1992), заслуженный экономист Кыргызской Республики.
- Асанкулов, Джумабек Асанкулович (1927—2007) — киргизский советский работник органов госбезопасности, генерал-лейтенант. Председатель КГБ Киргизской ССР (1989—1991). Член КПСС (с 1947). Депутат Верховного Совета СССР 9 созыва, народный депутат СССР.[2]